# María Chivite
María Victoria Chivite Navascués, née le 5 juin 1978 à Pampelune, est une femme politique espagnole, membre du Parti socialiste ouvrier espagnol (PSOE).
Élue sénatrice de la circonscription de Navarre lors des élections générales de novembre 2011, elle est désignée porte-parole du groupe socialiste en septembre 2014 après l'accession de Pedro Sánchez au secrétariat général du PSOE. Candidate à la présidence de la communauté forale de Navarre lors du scrutin de 2015, elle démissionne de son mandat sénatorial. Elle est investie présidente de la communauté autonome le 2 août 2019.

## Biographie

### Formation et vie professionnelle
Titulaire d'une licence de sociologie, obtenue en 2001 à l'université publique de Navarre (UPNA), elle détient également un master en organisation et gestion des ressources humaines depuis 2002.
Elle commence par travailler comme technicienne en emploi pour le compte de la mairie de Cadreita puis devient consultante pour l'entreprise d'intérim Manpower. Elle collabore également avec le cabinet du département Sociologie de l'UGT de Navarre sur des projets européens d'emplois.

### Des débuts rapides en politique
Lors des élections municipales du 25 mai 2003, elle est élue à 29 ans au conseil municipal de la ville de Cintruénigo.
À l'issue de son mandat de quatre ans, elle est élue au Parlement de Navarre, où elle exerce les fonctions de deuxième porte-parole adjointe du groupe du Parti socialiste de Navarre-PSOE (PSN-PSOE). Alors qu'elle est réélue députée forale le 22 mai 2011, elle devient également conseillère municipale de la ville d'Egüés. Au Parlement navarrais, elle conserve ses responsabilités au sein du groupe parlementaire.

### Sénatrice
Pour les élections générales anticipées du 20 novembre 2011, elle se présente à l'un des quatre sièges de sénateur de la communauté autonome. Sa candidature totalisant 68 452 voix favorables, elle est élue au Sénat.
À la chambre haute, elle est porte-parole socialiste à la commission de la Santé et des Services sociaux, membre de la commission de la Coopération internationale pour le développement, la commission de l'Égalité et la commission bicamérale pour l'Étude du problème de la toxicomanie. Secrétaire à la Santé du comité exécutif régional du PSN-PSOE, elle démissionne du Parlement foral en 2012 et du conseil municipal en 2013.
Le 9 septembre 2014, sur proposition du nouveau secrétaire général du PSOE Pedro Sánchez, María Chivite – qui avait soutenu Eduardo Madina lors du congrès extraordinaire – devient porte-parole du groupe socialiste sénatorial. Elle est la deuxième femme à occuper ce poste, après Carmela Silva entre 2008 et 2011. Cette promotion lui permet de postuler en position de force au secrétariat général du PSN-PSOE, dont elle indique qu'elle avait l'intention d'y être candidate en remplacement de Roberto Jiménez. Elle est effectivement élue le 13 décembre suivant.

### Présidente de la Communauté forale

#### Échec des élections de 2015
María Chivite est la candidate à la présidence de la Navarre pour le PSN lors des élections au Parlement de Navarre de 2015, mais sa liste ne termine qu'en cinquième position. Elle se place alors dans l'opposition au gouvernement quadripartite de gauche constitué par la nationaliste Uxue Barkos entre Geroa Bai (GBai), EH Bildu, Podemos et Izquierda-Ezkerra (I-E).

#### Coalition minoritaire en 2019
De nouveau candidate lors des élections du 26 mai 2019, elle est réélue députée alors que sa liste se place en deuxième position avec 20 % des voix et 11 députés sur 50. Si elle remporte neuf sièges de moins que l'alliance de centre droit Navarra Suma (NA+), elle devance GBai et peut donc prétendre à diriger l'exécutif navarrais.
Elle passe d'abord un accord en juillet avec GBai, Podemos et I-E afin de constituer un gouvernement de coalition bénéficiant de 23 élus sur 50, puis demande l'abstention de Bildu, sans rien négocier ni jamais ouvrir le dialogue avec eux. Elle obtient l'investiture du Parlement de Navarre le 2 août suivant par 23 voix pour, 22 voix contre et cinq abstentions, en présentant un programme dans la continuité de l'action de Barkos les quatre précédentes années, après avoir échoué la veille à réunir une majorité absolue des voix du fait du vote contre de Bildu. Cette dépendance à Bildu, présenté par la droite espagnole comme héritier de Batasuna, est fortement critiquée par le chef de file de NA+ Javier Esparza, la porte-parole nationale de Ciudadanos Lorena Roldán et la porte-parole parlementaire du Parti populaire (PP) Cayetana Álvarez de Toledo.